# 4-Acetoksi-DIPT
4-Acetoksi-DiPT (4-acetoksi-N,N-diizopropiltriptamin) takođe poznat kao Ipracetin, je psihodelični triptamin.
4-Acetoksi-DiPT je sintetički psihodelični triptamin. On se relativno rekto sreće i ima kratku istoriju ljudske upotrebe.

## Hemija
4-Acetoksi-DiPT je psihodelični triptamin, koji je strukturno sličan sa 4-Hidroksi-DiPT i 4-Acetoksi-MiPT.

## Spoljašnje veze
- Erowid 4-Acetoxy-DiPT vault
- 4-Acetoxy-DiPT primer, by Toad